# Löwenstadt
Löwenstadt, italianizzabile in "Città del Leone", fu un tentativo di fondazione di una città da parte di Enrico il Leone come contro-fondazione a Lubecca nel 1158.
L'occasione per una contro-fondazione sembrava propizia, dal momento che i commercianti di lungo corso di Lubecca avevano già sofferto per diversi anni del divieto di commercio di Enrico il Leone e, inoltre, un incendio della città aveva causato notevoli danni a Lubecca nell'autunno del 1157.
Dopo che il duca di Braunschweig, Enrico, aveva invano fatto pressioni sul suo feudatario, il conte Adolfo II di Holstein, affinché gli consegnasse la riuscita fondazione della città di Lubecca, Heinrich ricorse ai mezzi di una contro-fondazione sopra Lubecca nel 1158, in un sito che ancora oggi non è stato localizzato con precisione, sulla riva orientale del Wakenitz, un affluente della Trave. Enrico fece fondare una nuova città sul territorio del conte di Ratzeburg, Enrico di Badewide, e le diede il nome di "Löwenstadt" (Città del Leone) come segno del suo potere.
Nonostante la disponibilità degli abitanti di Lubecca a trasferirsi, tuttavia, la rifondazione di Löwenstadt fallì. Il fiume Wakenitz si rivelò inadatto per le navi d'alto mare più grandi. Pertanto, la nuova città non poté assumere la prevista funzione portuale e di commercio a lunga distanza ed Enrico non portò avanti il suo progetto, anche perché riuscì a convincere Adolfo II a cedere Lubecca nello stesso anno, presumibilmente dietro pagamento di una somma considerevole raccolta dai mercanti a lunga distanza di Lubecca.

## Descrizione nellaChronica Slavorum
Gli eventi di quel tempo sono descritti dal cronista Helmold di Bosau nella sua Chronica Slavorum (Cronaca degli Slavi) come segue:
((citato da Heinz Stoob, op. cit., p. 302 s.))